# Estado de cambios en el patrimonio neto
El Estado de cambios en el patrimonio neto (ECPN) Plan General de Contabilidad, para todas las empresas, existiendo un modelo normal y otro abreviado con los mismos límites que el balance y cuya única diferencia es la incorporación o no de un desglose adicional en las partidas precedidas por números romanos. El ECPN tiene dos partes: 
La primera parte, denominada "Estado de ingresos y gastos reconocidos", recoge los cambios en el patrimonio neto por todos los ingresos y gastos, tanto los incluidos en el resultado del ejercicio de la cuenta de pérdidas y ganancias como los que, según las normas de registro y valoración, deban imputarse directamente al patrimonio neto de la empresa y la contabilidad
.
La segunda parte, se denomina "Estado total de cambios en el patrimonio neto", informa de todos los cambios habidos en el patrimonio neto. Al total de ingresos y gastos reconocidos obtenido en la primera parte del ECPN se añaden las variaciones originadas en el patrimonio neto por operaciones con los socios o propietarios de la empresa cuando actúen como tales y los ajustes al patrimonio neto debidos a cambios en criterios contables y correcciones de errores.
Las cifras correspondientes a cada una de las partidas incluidas en el estado total de cambios en el patrimonio neto se desglosarán por columnas atendiendo a la clasificación de los componentes del patrimonio neto en el modelo de balance.
- Datos: Q5848601